# Jesús González Álvarez
Jesús González Álvarez (Pontevedra, 9 de septiembre de 1974) es un deportista español que compite en remo.
Ganó una medalla de plata en el Campeonato Mundial de Remo de 2006 y una medalla de bronce en el Campeonato Europeo de Remo de 2016, ambas en la prueba de dos sin timonel ligero.
Participó en los Juegos Olímpicos de Atenas 2004, ocupando el decimosegundo lugar en el cuatro sin timonel ligero.

## Palmarés internacional
| Campeonato Mundial | Campeonato Mundial     | Campeonato Mundial | Campeonato Mundial     |
| Año                | Lugar                  | Medalla            | Prueba                 |
| ------------------ | ---------------------- | ------------------ | ---------------------- |
| 2006               | Eton (Reino Unido)     | Medalla de plata   | Dos sin timonel ligero |
| Campeonato Europeo |                        |                    |                        |
| Año                | Lugar                  | Medalla            | Prueba                 |
| 2016               | Brandeburgo (Alemania) | Medalla de bronce  | Dos sin timonel ligero |